# Sokołówka (gmina w województwie tarnopolskim)
Sokołówka – dawna gmina wiejska w powiecie złoczowskim województwa tarnopolskiego II Rzeczypospolitej. Siedzibą gminy była Sokołówka.
Gminę utworzono 1 sierpnia 1934 r. w ramach reformy na podstawie ustawy scaleniowej z dotychczasowych gmin wiejskich: Bołożynów, Przewłoczna i Sokołówka.
Po II wojnie światowej obszar gminy został odłączony od Polski i włączony do Ukraińskiej SRR.